# Illa Mate
Illa Fedorowycz Mate (ukr. Ілля Федорович Мате; ros. Илья Фёдорович Мате, Ilja Fiodorowicz Mate; ur. 6 października 1956) – radziecki zapaśnik startujący w stylu wolnym. Złoty medalista olimpijski z Moskwy 1980 w kategorii 100 kg.
Mistrz świata w 1979 i 1982. Mistrz Europy w 1979. Zwycięzca uniwersjady w 1981. Pierwszy w Pucharze Świata w 1981 i drugi w 1978. Wicemistrz świata juniorów w 1975 roku.
Mistrz ZSRR w 1978, 1979, 1980 i 1982 roku.